# Kobeřice u Brna
Kobeřice u Brna – miejscowość i gmina (obec) w Czechach, w kraju południowomorawskim, w powiecie Vyškov. W 2022 roku liczyła 718 mieszkańców.